# Buccochromis heterotaenia
Buccochromis heterotaenia är en fiskart som först beskrevs av Trewavas, 1935.  Buccochromis heterotaenia ingår i släktet Buccochromis och familjen Cichlidae. IUCN kategoriserar arten globalt som livskraftig. Inga underarter finns listade.